# Encephalartos lehmannii
Encephalartos lehmannii — вид голонасінних рослин класу саговникоподібні (Cycadopsida).
Етимологія: вшанування німецького ботаніка Лємана (нім. J.G.C. Lehmann).

## Опис
Рослини деревовиді; стовбур 2 м заввишки, 25–45 см діаметром. Листки 100—150 см завдовжки, сині або срібні, тьмяні; хребет синій, прямий з останньою третиною різко загнутою; черешок прямий, без колючок. Листові фрагменти ланцетні; середні — 12–18 см завдовжки, 15–20 мм завширшки. Пилкові шишки 1, вузькояйцеподібні або веретеновиді, зелені або коричневі, довжиною 25–35 см, 8–10 см діаметром. Насіннєві шишки 1, яйцеподібні, зелені або коричневі, довжиною 45–50 см, 25 см діаметром. Насіння яйцеподібне або довгасте, 30–45 мм завдовжки, шириною 25–30 мм, саркотеста червона.

## Поширення, екологія
Країни поширення: ПАР (Східна Капська провінція). Зустрічається на висотах від 400 до 1000 м. Цей вид, як правило, росте на піщаних пагорбах і схилах гір серед посушливої чагарникової рослинності. Клімат сухий, з дуже жарким літом. Дощ переважно влітку і річна кількість опадів рідко перевищує 350 мм.

## Загрози та охорона
Посуха впливала в минулому. Спостерігалось пошкодження стебел їжатцями в пошуках їжі. Безперервне поїдання листя козами призводить до загибелі дорослих рослин. У меншій мірі, рослини були втрачені через надмірний збір браконьєрами. Популяції є в англ. Greater Addo Elephant National Park, Kuzuko Game Reserve. 